# ツノミカドヤモリ
ツノミカドヤモリ（Rhacodactylus auriculatus）はミカドヤモリ属に分類されるトカゲである。別名として、ホソユビミカドヤモリまたはガーゴイルゲッコーがある。

## 分布
ニューカレドニア本島南部の固有種である。

## 形態

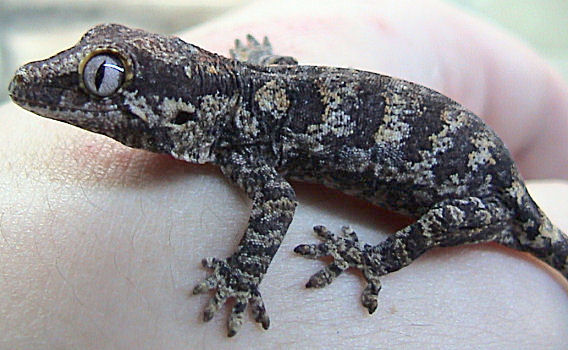
ガーゴイルゲッコーという名称で流通している。

全長25センチメートル。頭胴長12.5センチメートル。尾よりも頭胴長のほうがやや長い。尾は物に巻きつけることができる。後頭部に骨が隆起した角状の突起があり、和名の由来になっている。種小名auriculatusは「耳たぶがある」の意。体側面に襞状の皮膚がない。
趾下薄板が小型で、垂直な壁をうまく登れない。

## 生態
やや開けた森林に生息する。樹上性だが、地表から3-5メートル以下の場所や地表にいることが多い。夜行性だが、昼間に日光浴を行うことも好む。
食性は動物食傾向の強い雑食で、昆虫、多足類、陸棲の貝類、トカゲ、果実、花なども食べる。共食いも行う。
繁殖形態は卵生。1回に2個ずつの卵を主に4-5回に分けて産む。卵は50-75日で孵化する。

## 人間との関係
ペットとして飼育されることもあり、日本にも輸入されている。ニューカレドニアは野生動物の輸出を禁止しているため、研究用に海外に持ち出され個体に由来する飼育下繁殖個体のみが流通する。自然下ではカタツムリを好んで食べることが知られており、飼育下ではカルシウム不足からくる病になりやすいため、自然光や人工の照明による紫外線の照射、餌にカルシウムを添加するなどの対策を行うことが薦められる。性質が荒く、同種多種を問わず他のヤモリを襲い、丸呑みできないサイズの場合は尾に食いつくため、「テールイーター」と呼ばれる。オスだけでなくメス同士でも争うことがあるため、基本的には単独で飼育する。